# Ludovico Gualterio De' Gualtieri
Ludovico Gualterio De’ Gualtieri, ou Luigi Gualterio (né le 12 octobre 1706 à Orvieto, dans les États pontificaux et mort le 24 juillet 1761 à Villa Taverna, près de Frascati) est un cardinal italien du XVIIIe siècle.
Il est membre d'une famille apparentée au pape Innocent X et est l'arrière-petit-neveu du cardinal Carlo Gualterio (1654) et un neveu du cardinal Philippe-Antoine Gualterio (1706).

## Biographie
De’ Gualtieri étudie à l'université Sapienza de Rome et est vice-légat à Ferrare, gouverneur de Spolète, commissaire apostolique de Bénévent et inquisiteur de Malte du 9 avril 1739 au 11 novembre 1743. À la fin de 1743, il est élu archevêque titulaire de Myre (de) et est consacré le 19 janvier de la même année par Benoît XIV avec comme co-consécrateurs Martino Ignazio Caracciolo (it) et Enrico Enriquez. Il est nommé nonce apostolique à Naples (en) en 1744 et en France en 1754.
Le pape Clément XIII le crée cardinal lors du consistoire du 24 septembre 1759. Le cardinal De' Gualtieri est nommé légat apostolique de Romandiola en 1761.

## Succession apostolique
Ludovico Gualterio De' Gualtieri a ordonné les évêques suivants :
- Évêque Henri Hachette des Portes, O.Carm. (1755)